# Василе Тарлев
Василе Петров Тарлев е молдовски политик, българин по произход, от 19 април 2001 до 31 март 2008 г. министър-председател на Република Молдова и член на Молдовската комунистическа партия (КПРМ).

## Биография

### Ранен живот и образование
Роден е на 6 октомври 1963 г. в село Башкалия, Бесарабски район, СССР, в българско семейство. Инженер по образование, бил е член на икономическия съвет на Молдова.

#### Професионална и политическа дейност
Завършва образованието си в родното село, след което работи в местния совхоз „Победа“. През 1981 до 1983 година отдава военната си служба.
От 1985 до 1990 година учи в Кишиневския политехнически институт „С. Лазо“. След дипломирането в института е назначен за главен механик в Производственото обединение „Букурия“.
От 1991 година заема длъжността главен инженер на „Букурия“ АД.
През 1993 година се обучава в САЩ в „Развитие на промишлеността, търговията и организацията на пазара в условията на пазарна икономика“.
През 1995 година е назначен на длъжността генерален директор на „Букурия“ АД. Заема тази длъжност до 2001 година.
През 1995 година е избран за председател на Националната асоциация на акционерните дружества в Молдова (НАООМ).
През 1997 година за особени заслуги в икономиката и обществената дейност е награден с ордена „Gloria Muncii“.
През 1998 година е избран на длъжността президент на Националната асоциация на производителите (НАП), която възглавява и към днешна дата. Член е на Икономическия съвет при президента на Република Молдова и министър-председател (1997 – 2000).
През 1998 година е член (академик) на Международната академия на науките и информационните технологии. Същата година, в Киев, Украйна, защитава дисертация и получава научна степен доктор на техническите науки, публикувал над 83 научни труда, автор на 13 изобретения. Защитава своите изследвания на конференции в Краков, Питещ, Лвов и Киев.
Награден е с диплома за „Бизнесмен за 1995 – 2000 година“, удостоен е с премия „Човек, който определя образа на света“.
На 19 април 2001 година след гласуван вот на доверие в Парламента е избран за министър-председател.
На 6 март 2005 година е избран за депутат в Парламента на Република Молдова, а на 19 април 2005 за втори път е избран за министър-председател.
Подава оставка на 19 март 2008 г. с мотива, че иска да даде път на „нови хора“. Оставката му е приета от молдовския парламент на 20 март, като за негов заместник президентът Владимир Воронин предлага Зинаида Гречани. Тя стъпва в длъжност в молдовския парламент на 31 март 2008 година.

## Семейство
Василе Тарлев е женен, има две деца.